# Phalera himalayana
Phalera himalayana är en fjärilsart som beskrevs av Nakamura 1974. Phalera himalayana ingår i släktet Phalera och familjen tandspinnare. Inga underarter finns listade i Catalogue of Life.